# Mompha locupletella
Mompha locupletella ist ein Schmetterling (Nachtfalter) aus der Familie der Fransenmotten (Momphidae).

## Merkmale
Die Falter haben eine Flügelspannweite von 9 bis 12 Millimeter. Kopf und Stirn (Frons) sind silbergrau, der Scheitel und das Nackenbüschel sind schwarzbraun und haben einen bleigrauen Schimmer. Die Fühler sind bei den Männchen komplett dunkelbraun und bei den Weibchen im letzten Viertel weiß. Der Thorax ist schwarzbraun und schimmert bleigrau. Die Vorderflügel sind hell orange. Ein bleigrauer Fleck befindet sich an der Flügelbasis, er reicht vom Innenrand bis fast zur Costalader. Er ist von einem großen schwärzlichen Fleck umgeben. Die Costalader ist mit einem dunkelbraunen Strich versehen, bei 3/4 der Vorderflügellänge befindet sich ein weißer Fleck. Zwei bleigraue subcostale Flecke liegen bei 1/4 und bei 1/2 der Vorderflügellänge, unterhalb des äußeren Flecks befindet sich ein kleiner weißer Fleck. Zwei ähnliche graue Flecke liegen am Flügelinnenrand, der erste befindet sich vor der Flügelmitte und ist häufig mit dem ersten Fleck an der Costalader verschmolzen. Distal ist er mit einem Büschel abstehender schwärzlicher Schuppen umgeben. Der zweite Fleck befindet sich am Innenwinkel und zeigt zur Costalader; an seiner Spitze befindet sich ein kleiner weißer Fleck. Der Apex ist außerhalb des weißen Flecks schwarzbraun. Die Hinterflügel sind graubraun.
Bei den Männchen ist der Cucullus parallelwandig und hat einen gerundeten Apex. Der Sacculus verjüngt sich abrupt zu einer gebogenen Spitze und der ventrale Rand hat bei einem Drittel der Sacculuslänge eine dreieckige Aufwölbung. Der Uncus ist schlank und läuft spitz zu. Die Anellus-Lappen sind lang, laufen spitz zu und sind nach außen gebogen. Der Aedeagus ist kräftig und hat einen großen, stabförmigen, mit Nadeln versehenen Cornutus.
Bei den Weibchen ist das 7. Sternit nur schwach sklerotisiert und hat eine V-förmige Ausbuchtung. Das 8. Sternit hat sklerotisierte und behaarte Lappen. Es ist vorn keilförmig und postero-lateral mit zwei spitzen Vorsprüngen versehen. Das Sterigma ist groß und knollenförmig. Das Ostium ist breit und hat stiftartige seitliche Fortsätze. Der Ductus bursae ist zum Corpus bursae gebogen und hat im vorderen Teil einige Falten. Das Corpus bursae ist eiförmig und mit zwei sichelförmigen Signa versehen.

### Ähnliche Arten
Mompha locupletella unterscheidet sich von der ähnlichen Art Mompha terminella durch die größere Flügelspannweite und die graue Färbung des zweiten Subcostalflecks sowie durch die beiden Flecke am Flügelinnenrand der Vorderflügel.

## Verbreitung
Mompha locupletella ist in Nordeuropa und den bergigen Regionen Mitteleuropas und Südeuropas bis in den Nordwesten Spaniens beheimatet. Im Osten ist die Art aus der Region Transbaikalien und den von Kurilen bekannt.
Die Art bevorzugt Standorte, an denen die Wirtspflanzen im Schatten gedeihen, wie beispielsweise in Wäldern oder an Böschungen.

## Systematik
Aus der Literatur sind folgende Synonyme bekannt:
- Tinea locupletella [Denis & Schiffermüller], 1775
- Tinea schrankella Hübner, [1805].
- Adela pilipennella Zetterstedt, 1840
- Psacaphora quadrilobella Herrich-Schäffer, [1854]

## Biologie
Die Raupen entwickeln sich an Mierenblättrigem Weidenröschen (Epilobium alsinifolium), Sumpf-Weidenröschen (Epilobium palustre), Berg-Weidenröschen (Epilobium montanum) und Lanzett-Weidenröschen (Epilobium lanceolatum). Die Art bildet zwei Generationen im Jahr, im Norden allerdings nur eine. Die Raupen leben von April bis Mai und von Juli bis Anfang August als Minierer in den Blättern. Im Frühjahr fressen sie in der Blattrosette. Die Raupen verpuppen sich in einem weißlichen Kokon entweder in der Vegetation oder in der Streuschicht am Boden. Die Falter der ersten Generation fliegen ab der zweiten Maihälfte bis Anfang Juli, die zweite Generation fliegt von August bis Anfang September.